# Taledźu

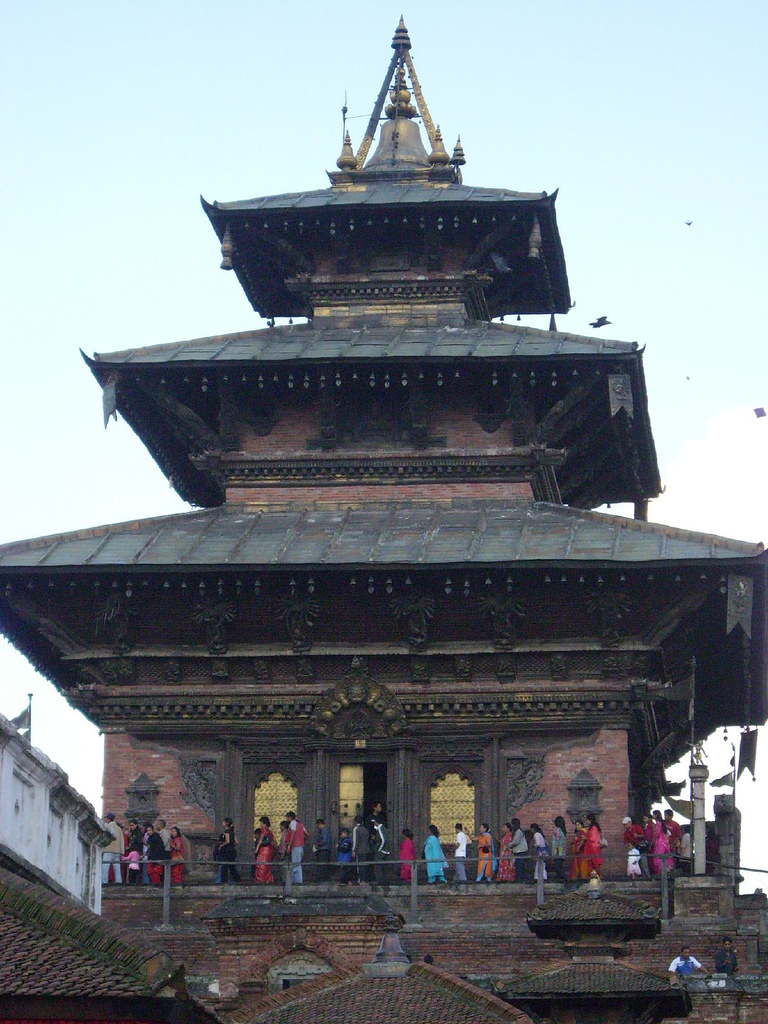
Świątynia Taleju w centrum Katmandu

Taledźu (dewanagari: तलेजु) – bogini hinduistyczna, uważana za nepalski odpowiednik indyjskiej Durgi. Była bóstwem opiekuńczym dynastii Malla, rządzącej niegdyś Doliną Katmandu. Poświęcone są jej świątynie w Katmandu, Patanie i Bhaktapurze. Słynna „żyjąca bogini” (Kumari Dewi) jest manifestacją bogini Taledźu.